# ジョン・ピルガー
ジョン・リチャード・ピルガー（英語: John Richard Pilger、1939年10月9日 - 2023年12月30日）は、オーストラリアのジャーナリスト、作家、ドキュメンタリー映画監督である。 1962年以降、ロンドンを活動拠点とし、ニューヨーク州のコーネル大学の客員教授も務めている。

## 人物
ピルガーのカンボジア大虐殺に関する最初のレポートはデイリー・ミラーの特別号に掲載された。
彼が手掛けたドキュメンタリー映画にはベトナム戦争期のベトナムを題材にしたThe Quiet Mutiny (1970)やカンボジアのポル・ポト独裁の余波を題材にしたYear Zero (1979)、インドネシアによる東ティモール占領期における西側諸国の関与を題材にしたDeath of a Nation: The Timor Conspiracy (1993)などがある。さらにオーストラリア先住民を題材にしたThe Secret Country: The First Australians Fight Back (1985)やUtopia (2013)なども手掛けており、50年以上ドキュメンタリー映画の製作を続けている。
1963年から1986年まではデイリー・ミラーで働いていた。そして、1991年から2014年にはニュー・ステイツマン誌の定期的なコラムを書いていた。
ピルガーはジャーナリストとしては1967年と1979年の2度プレス賞のジャーナリスト・オブ・ザ・イヤーを受賞している ドキュメンタリー映画監督としてもイギリスをはじめとして世界各地の賞を受賞している。
2023年12月30日にロンドンで死去。84歳没。